# Nam Ji-sung
Nam Ji-sung (Pusan, 15 agosto 1993) è un tennista sudcoreano.
Si è distinto soprattutto in doppio, specialità in cui ha vinto alcuni tornei Challenger, diversi tornei ITF e ha raggiunto il 102º posto del ranking ATP nel febbraio 2020. Dal 2013 fa parte della squadra sudcoreana di Coppa Davis.

## Carriera
Il suo esordio nel circuito ATP avviene nel 2009 in occasione delle qualificazioni del Challenger di Busan, a sedici anni non ancora compiuti, dove riesce a superare il primo dei tre turni necessari per la qualificazione al tabellone principale.
Dal 2010 inizia a partecipare ai tornei ITF, dove ottiene i primi successi nel 2012, sia in singolare che in doppio.
Nel 2013 disputa i suoi primi incontri con la squadra sudcoreana di Coppa Davis, nelle sfide contro India e Giappone valevoli per il Gruppo I zona Asia/Oceania.
Il primo titolo a livello Challenger arriva in doppio nel 2018 al Gwangju Open in coppia con Song Min-kyu. Nello stesso torneo raggiunge anche la finale in singolare e viene sconfitto da Maverick Banes.
Nel 2019 conquista due Challenger e un totale di sette finali in doppio, di cui sei sempre con Song Min-kyu. Quella stagione disputa anche una finale Challenger in singolare, persa a Columbus contro Mikael Torpegaard. Con Song partecipa per la prima volta nel 2020 a un torneo del Grande Slam agli Australian Open, grazie a una wild card, raggiungono il secondo turno e vengono eliminati da Aleksandr Bublik e Michail Kukuškin in tre set. Dopo la lunga pausa del tennis mondiale a causa del COVID-19, non scende in campo alla ripresa delle attività in agosto.
Rientra a giocare nel gennaio 2021 e a febbraio raggiunge nuovamente il secondo turno in doppio agli Australian Open assieme a Song. Si prende quindi un'altra pausa e rientra a giugno nei tornei ITF; fino al termine della stagione gioca poco e gli unici risultati di rilievo sono due titoli ITF vinti in doppio. Verso fine anno esce dalla top 200 in doppio e dalla top 400 in singolare.
Gioca con maggiore continuità nel 2022 e nonostante vinca un torneo ITF in singolare ad aprile, a giugno esce dalla top 500 nel ranking di specialità. Vanno meglio le cose in doppio, nella prima parte della stagione vince sei tornei ITF, a luglio torna a trionfare in un Challenger vincendo con Song il torneo di Nur Sultan. Il mese successivo perdono la finale al Nonthaburi Challenger I e a ottobre quella al Challenger 125 di Busan. Nel gennaio 2023 si impongono nel Nonthaburi Challenger III. A giugno Nam vince il Little Rock Challenger in coppia con Artem Sitak e il mese successivo vince un altro Challenger con Song a Pozoblanco. In Coppa Davis, sempre in coppia con Song, ottiene un successo di rilievo contro gli spagnoli Granollers e Ramos Viñolas, unica vittoria coreana nel girone di finale disputato a Valencia.
Confermato nella squadra di Davis nel turno di qualificazione del 2024, anche in questo caso il doppio con Son garantisce alla Corea l'unica vittoria nella sfida con il Canada. Nel corso della stagione disputa quattro finali Challenger e vince quelle di Busan e Taipei in coppia con Ray Ho. Nel turno principale del Gruppo mondiale I di Davis, sconfigge in coppia con Chung Yun-seong il doppio polacco nella sfida vinta 3-1.
Di nuovo con Chung Yun-seong viene sconfitto in doppio nell'eliminatoria di Coppa Davis persa nel febbraio 2025 contro la Repubblica Ceca. Nella prima parte della stagione vince nel circuito ITF due titoli in doppio e uno in singolare, mentre disputa la prima finale Challenger stagionale ad agosto.

## Statistiche

### Tornei Challenger
Aggiornati al 10 agosto 2025.

#### Singolare

##### Sconfitte in finale (2)
| N. | Data           | Torneo                        | Superficie  | Avversario in finale | Punteggio     |
| 1. | 19 agosto 2018 | Gwangju Open, Gwangju         | Cemento     | Maverick Banes       | 3-6, 6-4, 4-6 |
| 2. | 16 giugno 2019 | Columbus Challenger, Columbus | Cemento (i) | Mikael Torpegaard    | 1-6, 5-7      |

#### Doppio

##### Vittorie (9)
| N. | Data              | Torneo                                  | Superficie      | Compagno     | Avversari in finale                        | Punteggio         |
| 1. | 19 agosto 2018    | Gwangju Open, Gwangju                   | Cemento         | Song Min-kyu | Benjamin Lock Rubin Statham                | 5-7, 6-3, [10-5]  |
| 2. | 11 agosto 2019    | Yokkaichi Challenger, Yokkaichi         | Cemento         | Song Min-kyu | Gong Maoxin Zhang Ze                       | 6-3, 3-6, [14-12] |
| 3. | 1º settembre 2019 | International Challenger Baotou, Baotou | Terra rossa (i) | Song Min-kyu | Tejmuraz Gabašvili Sasikumar Mukund        | 7-6(3), 6-2       |
| 4. | 22 luglio 2022    | President's Cup, Nur Sultan             | Cemento         | Song Min-kyu | Andrew Paulson David Poljak                | 6-2, 3-6, [10-6]  |
| 5. | 21 gennaio 2023   | Nonthaburi Challenger 3, Nonthaburi     | Cemento         | Song Min-kyu | Jan Choinski Stuart Parker                 | 6-4, 6-4          |
| 6. | 3 giugno 2023     | Little Rock Challenger, Little Rock     | Cemento         | Artem Sitak  | Alexis Galarneau Nicolas Moreno de Alboran | 6-4, 6-4          |
| 7. | 22 luglio 2023    | Open Ciudad de Pozoblanco, Pozoblanco   | Cemento         | Song Min-kyu | Luke Johnson Benjamin Lock                 | 2-6, 6-4, [10-8]  |
| 8. | 13 aprile 2024    | Busan Open Challenger, Busan            | Cemento         | Ray Ho       | Chung Yun-seong Hsu Yu-hsiou               | 6-2, 6-4          |
| 9. | 18 maggio 2024    | Santaizi ATP Challenger, Taipei         | Cemento         | Ray Ho       | Toshihide Matsui Kaito Uesugi              | 6-2, 6-2          |

##### Sconfitte in finale (15)
| N.  | Data              | Torneo                              | Superficie  | Compagno               | Avversari in finale                   | Punteggio            |
| 1.  | 28 ottobre 2012   | Seoul Cup, Seul                     | Cemento     | Lim Yong-kyu           | Lee Hsin-han Peng Hsien-yin           | 6(3)-7, 5-7          |
| 2.  | 1º settembre 2013 | Bangkok Challenger, Bangkok         | Cemento     | Jeong Suk-young        | Chen Ti Huang Liang-chi               | 3-6, 2-6             |
| 3.  | 10 maggio 2015    | Busan Open, Busan                   | Cemento     | Song Min-kyu           | Sanchai Ratiwatana Sonchat Ratiwatana | 6(2)-7, 6-3, [7-10]  |
| 4.  | 19 maggio 2019    | Gwangju Open, Gwangju               | Cemento     | Song Min-kyu           | Hsieh Cheng-peng Christopher Rungkat  | 3-6, 6-3, [6-10]     |
| 5.  | 21 luglio 2019    | President's Cup, Nur-Sultan         | Cemento     | Chung Yun-seong        | Andrej Golubev Oleksandr Nedovjesov   | 4-6, 4-6             |
| 6.  | 4 agosto 2019     | Chengdu Challenger, Chengdu         | Cemento     | Song Min-kyu           | Arjun Kadhe Saketh Myneni             | 3-6, 6-0, [6-10]     |
| 7.  | 8 settembre 2019  | Jinan International Open, Jinan     | Cemento     | Song Min-kyu           | Matthew Ebden Divij Sharan            | 6(4)-7, 7-5, [3-10]  |
| 8.  | 27 ottobre 2019   | Liuzhou Open, Liuzhou               | Cemento     | Song Min-kyu           | Michail Elgin Denis Istomin           | 6-3, 4-6, [6-10]     |
| 9.  | 27 agosto 2022    | Nonthaburi Challenger I, Nonthaburi | Cemento     | Song Min-kyu           | Alibek Kachmazov Evgenij Donskoj      | 3-6, 6-1, [7-10]     |
| 10. | 23 ottobre 2022   | Busan Open Challenger, Busan        | Cemento     | Song Min-kyu           | Marc Polmans Max Purcell              | 7-6(5), 2-6, [10-12] |
| 11. | 4 novembre 2023   | NSW Open, Sydney                    | Cemento     | Ruben Gonzales         | Ryan Seggerman Patrik Trhac           | 4-6, 4-6             |
| 12. | 18 novembre 2023  | Kobe Challenger Kōbe                | Cemento (i) | Andrew Harris          | Evan King Reese Stalder               | 6(3)-7, 6-2, [7-10]  |
| 13. | 4 maggio 2024     | ATP Challenger Guangzhou, Canton    | Cemento     | Patrik Niklas-Salminen | Blake Ellis Tristan Schoolkate        | 2-6, 7-6(4), [4-10]  |
| 14. | 26 ottobre 2024   | Taipei Open, Taipei                 | Cemento (i) | Joshua Paris           | David Stevenson Marcus Willis         | 3-6, 3-6             |
| 15. | 9 agosto 2025     | Kozerki Open, Grodzisk Mazowiecki   | Cemento     | Takeru Yuzuki          | Thijmen Loof Arthur Reymond           | 4-6, 7-6(3), [14-16] |

### Tornei ITF

#### Singolare

##### Vittorie (6)
| N. | Data           | Torneo                     | Superficie  | Avversario in finale | Punteggio     |
| 1. | 17 luglio 2012 | Japan F5, Karuizawa        | Terra rossa | Adam El Mihdawy      | 6-4, 6-4      |
| 2. | 28 agosto 2016 | Korea F6, Anseong          | Terra rossa | Makoto Ochi          | 5-7, 6-1, 6-1 |
| 3. | 20 maggio 2018 | Vietnam F3, Thừa Thiên-Huế | Cemento     | Pruchya Isaro        | 6-4, 6-2      |
| 4. | 26 agosto 2018 | Korea F5, Gimcheon         | Cemento     | Makoto Ochi          | 6-4, 6-1      |
| 5. | 10 aprile 2022 | M15 Chiang Rai             | Cemento     | Bai Yan              | 6-2, 6-4      |

##### Sconfitte in finale (9)
| N. | Data              | Torneo                     | Superficie  | Avversario in finale | Punteggio   |
| 1. | 1º luglio 2012    | Indonesia F1, Giacarta     | Cemento     | Christopher Rungkat  | 6(5)-7, 1-6 |
| 2. | 16 febbraio 2014  | Thailand F1, Nonthaburi    | Cemento     | Chung Hyeon          | 2-6, 6(4)-7 |
| 3. | 26 giugno 2016    | Korea F2, Sangju           | Cemento     | Noh Sang-woo         | 4-6, 1-6    |
| 4. | 11 settembre 2016 | Korea F8, Anseong          | Terra rossa | Lim Yong-kyu         | 0-6, 3-6    |
| 5. | 13 maggio 2018    | Vietnam F2, Thừa Thiên-Huế | Cemento     | Rio Noguchi          | 6(5)-7, 3-6 |
| 6. | 17 giugno 2018    | Korea F2, Gyeongsan        | Cemento     | Chung Yun-seong      | 4-6, 3-6    |
| 7. | 24 giugno 2018    | Korea F3, Taegu            | Cemento     | Chung Yun-seong      | 1-6, 3-6    |
| 8. | 10 marzo 2019     | M15 Nishi-Tama, Nishi-Tama | Cemento     | Shintaro Imai        | 2-6, 2-6    |
| 9. | 26 maggio 2019    | M25 Nonthaburi, Nonthaburi | Cemento     | Shuichi Sekiguchi    | 1-6, 4-6    |

#### Doppio

##### Vittorie (29)
| N.  | Data              | Torneo                       | Superficie      | Compagno        | Avversari in finale                         | Punteggio           |
| 1.  | 20 maggio 2012    | China F7, Zhangjiagang       | Cemento         | Noh Sang-woo    | Gong Maoxin Xue Feng                        | 6-2, 6-4            |
| 2.  | 8 luglio 2012     | Indonesia F2, Giacarta       | Cemento         | Lim Yong-kyu    | Gao Peng Gao Wan                            | 6-2, 6-0            |
| 3.  | 2 giugno 2013     | Korea F4, Changwon           | Cemento         | Lim Yong-kyu    | Laurynas Grigelis Enrique López Pérez       | 5-7, 6-4, [11-9]    |
| 4.  | 23 febbraio 2014  | Thailand F2, Nonthaburi      | Cemento         | Chung Hyeon     | Lewis Burton Marcus Willis                  | 6-4, 6(4)-7, [10-7] |
| 5.  | 1º giugno 2014    | Korea F3, Changwon           | Cemento         | Chung Hyeon     | Cho Soong-jae Kim Dylan Seong-kwan          | 6-3, 6-3            |
| 6.  | 27 luglio 2014    | China F9, Zhangjiagang       | Cemento         | Cho Min-hyeok   | Qiu Zhuoyang Te Rigele                      | 6-3, 6-4            |
| 7.  | 31 maggio 2015    | Korea F2, Changwon           | Cemento         | Song Min-kyu    | Choi Jae-won Kim Hyun-joon                  | 6-2, 5-7, [10-6]    |
| 8.  | 30 agosto 2015    | Korea F5, Gimcheon           | Cemento         | Noh Sang-woo    | Genko Kikuchi Shunrou Takeshima             | 6-3, 7-6(3)         |
| 9.  | 26 giugno 2016    | Korea F2, Sangju             | Cemento         | Song Min-kyu    | Chung Yun-seong Lim Yong-kyu                | 6-4, 6-4            |
| 10. | 10 luglio 2016    | Korea F4, Gimcheon           | Cemento         | Song Min-kyu    | Shintaro Imai Takuto Niki                   | 6-4, 6-4            |
| 11. | 11 settembre 2016 | Korea F8, Anseong            | Terra rossa (i) | Song Min-kyu    | Katsuki Nagao Hiromasa Oku                  | 6-4, 6-4            |
| 12. | 20 maggio 2018    | Vietnam F3, Thừa Thiên-Huế   | Cemento         | Song Min-kyu    | Kittirat Kerdlaphee Palaphoom Kovapitukted  | 6-1, 6-4            |
| 13. | 10 giugno 2018    | Korea F1, Sangju             | Cemento         | Lim Yong-kyu    | Alec Adamson Clément Larrière               | 4-6, 6-4, [10-5]    |
| 14. | 17 giugno 2018    | Korea F2, Gyeongsan          | Cemento         | Lim Yong-kyu    | John-Paul Fruttero Takuto Niki              | 6-4, 6-1            |
| 15. | 8 luglio 2018     | China F9, Shenzhen           | Cemento         | Song Min-kyu    | Gao Xin Wang Aoran                          | 3-6, 6-4, [10-4]    |
| 16. | 15 luglio 2018    | China F10, Shenzhen          | Cemento         | Song Min-kyu    | Chen Ti Rubin Statham                       | 7-6(3), 6-2         |
| 17. | 17 marzo 2019     | M15 Nishi-Tokyo, Nishi-Tokyo | Cemento         | Song Min-kyu    | Shintaro Imai Takuto Niki                   | 4-6, 7-6(4), [10-7] |
| 18. | 26 maggio 2019    | M25 Nonthaburi, Nonthaburi   | Cemento         | Song Min-kyu    | Sanchai Ratiwatana Sonchat Ratiwatana       | 7-6(8), 6-1         |
| 19. | 1º dicembre 2019  | M15 Nonthaburi, Nonthaburi   | Cemento         | Chung Hong      | Lee Jea-moon Song Min-kyu                   | 1-6, 6-3, [10-7]    |
| 20. | 20 giugno 2021    | M15 Monastir, Monastir       | Cemento         | Hong Seong-chan | Matías Franco Descotte Filip Peliwo         | 6-3, 6-1            |
| 21. | 4 luglio 2021     | M15 Monastir, Monastir       | Cemento         | Hong Seong-chan | Timur Kiyamov Kelsey Stevenson              | 6-2, 6-4            |
| 22. | 22 gennaio 2022   | M15 Antalya, Adalia          | Cemento         | Hong Seong-chan | Dragos Nicolae Madaras Oleksandr Ovcharenko | 6-3, 6-3            |
| 23. | 5 febbraio 2022   | M15 Antalya, Adalia          | Cemento         | Hong Seong-chan | Sarp Agabigun Alexandru Jecan               | 6-4, 6-4            |
| 24. | 19 marzo 2022     | M25 Bakersfield, Bakersfield | Cemento         | Song Min-kyu    | Daniel Cukierman Ruan Roelofse              | 6-2, 6-0            |
| 25. | 26 marzo 2022     | M25 Calabasas, Calabasas     | Cemento         | Song Min-kyu    | Charles Broom Henry Patten                  | 6-3, 7-6(4)         |
| 26. | 16 aprile 2022    | M15 Chiang Rai, Chiang Rai   | Cemento         | Song Min-kyu    | Shinji Hazawa Takuto Niki                   | 6-1, 6-4            |
| 27. | 23 aprile 2022    | M15 Chiang Rai, Chiang Rai   | Cemento         | Song Min-kyu    | Bai Yan Kim Cheong-Eui                      | 6-2, 6-4            |

##### Sconfitte in finale (19)
| N.  | Data             | Torneo                     | Superficie      | Compagno       | Avversari in finale                    | Punteggio              |
| 1.  | 3 aprile 2011    | Australia F3, Ipswich      | Terra rossa     | Cho Soong-jae  | James Lemke Dane Propoggia             | 7-6(4), 2-6, [5-10]    |
| 2.  | 12 agosto 2012   | USA F23, Edwardsville      | Cemento         | Chung Hyeon    | Daniel Nguyen Ryan Rowe                | 3-6, 5-7               |
| 3.  | 17 marzo 2013    | USA F7, Calabasas          | Cemento         | Lim Yong-kyu   | Saketh Myneni Sanam Singh              | 7-6(3), 2-6, [12-14]   |
| 4.  | 24 marzo 2013    | USA F8, Costa Mesa         | Cemento         | Cho Min-hyeok  | Michael McClune Michael Venus          | 1-6, 3-6               |
| 5.  | 12 maggio 2013   | Korea F2, Seul             | Cemento         | Chung Hyeon    | An Jae-sung Lim Yong-kyu               | 3-6, 2-6               |
| 6.  | 26 maggio 2013   | Korea F3, Taegu            | Cemento         | Lim Yong-kyu   | Dane Propoggia Jose Statham            | 1-6, 2-6               |
| 7.  | 23 giugno 2013   | Korea F7, Gimcheon         | Cemento         | Lim Yong-kyu   | Huang Liang-chi Enrique López Pérez    | 4-6, 2-6               |
| 8.  | 18 agosto 2013   | China F7, Tientsin         | Cemento         | Chung Hyeon    | Sriram Balaji Ranjeet Virali-Murugesan | 3-6, 2-6               |
| 9.  | 2 marzo 2014     | Thailand F3, Nonthaburi    | Cemento         | Chung Hyeon    | Lewis Burton Marcus Willis             | 3-6, 5-7               |
| 10. | 23 marzo 2014    | China F3, Yuxi             | Cemento         | Lim Yong-kyu   | Li Zhe Wu Di                           | 4-6, 4-6               |
| 11. | 4 maggio 2014    | Korea F2, Seul             | Cemento         | Chung Hong     | Dane Propoggia Ruan Roelofse           | 0-6, 3-6               |
| 12. | 24 maggio 2015   | Korea F1, Taegu            | Cemento         | Song Min-kyu   | Hong Seong-chan Lee Hyung-taik         | 3-6, 3-6               |
| 13. | 6 settembre 2015 | Korea F6, Anseong          | Terra rossa (i) | Noh Sang-woo   | Kwon Soon-woo Son Ji-hoon              | 7-6(4), 3-6, [11-13]   |
| 14. | 17 luglio 2016   | Korea F5, Gimcheon         | Cemento         | Song Min-kyu   | Kim Cheong-eui Noh Sang-woo            | 6(5)-7, 7-6(4), [4-10] |
| 15. | 26 agosto 2018   | Korea F5, Gimcheon         | Cemento         | Son Ji-hoon    | Chung Hong Noh Sang-woo                | 6(4)-7, 6-4, [8-10]    |
| 16. | 7 aprile 2019    | M15 Kashiwa, Kashiwa       | Cemento         | Kim Cheong-eui | Yusuke Takahashi Jumpei Yamasaki       | 1-6, 3-6               |
| 17. | 14 aprile 2019   | M25 Matsuyama, Matsuyama   | Cemento         | Kim Cheong-eui | Shinji Hazawa Naoki Tajima             | 6-4, 1-6, [7-10]       |
| 18. | 9 aprile 2022    | M15 Chiang Rai, Chiang Rai | Cemento         | Song Min-kyu   | Hong Seong-chan Kim Cheong-Eui         | 6-4, 6(2)-7, [8-10]    |
| 19. | 11 giugno 2022   | (Guam) M25 Harmon, Harmon  | Cemento         | Song Min-kyu   | Kaito Uesugi Toshihide Matsui          | 3-6, 6-0, [7-10]       |